# Sabine Otomo Mendouga
Sabine Otomo Mendouga est née le 11 août 1993 à sa’a dans l’arrondissement d’Obala au Cameroun. Elle est une athlète Camerounaise spécialiste en marathon.

## Biographie
Sabine Otomo Mendouga fait partie des athlètes féminines ayant représenté le Cameroun avec brio dans différentes compétitions d’athlétisme, tout comme Françoise mbango, Thérèse Ngono Etoundi et d’autres. Elle va participer aux meetings interclubs d’athlétisme organisés du 20 au 21 avril 2024 à l’annexe du stade olembe. Organisé par la fédération camerounaise d’athlétisme, elle va représenter son club FAP dans les rubriques 10 000 mètres. Sabine participe au Cameroonian Championships qui se déroule du 21 au 22 juillet 2023 au stade omnisports Ahmadou Ahidjo où elle intervient à la rubrique 5 000 mètres féminin et occupe la deuxième place.

## Records
Records personnel
| Épreuve  | Records        | Rang | Compétition                            | Lieu    |
| -------- | -------------- | ---- | -------------------------------------- | ------- |
| 5 000 m  | 18 min 11 s 68 | 2    | Cameroonian Championships              | Yaoundé |
| 10 000 m | 39 min 4 s 2   |      | Journée de meeting national interclubs | Yaoundé |